# Johann von Faltzburg
Johann von Faltzburg (* 13. Oktober 1609 in Kempten als Johann Faltz; † 2. Januar 1681) war Regierungsrat in Schwedisch-Pommern.

## Leben
Johann Faltz war das älteste von sechs Kindern des Jodokus Faltz, Rektor der Lateinschule St. Annen in Kempten, und dessen Frau Ursula Schlud. Nach dem Tod des Vaters 1623 besuchte er die Lateinschule, da seine Mutter das Geld für ein Studium nicht aufbringen konnte. 
1630 rief ihn sein in schwedischen Diensten stehender Onkel Philipp Sattler zu sich nach Pommern, wo er ihm eine Stelle in der Feldkanzlei der schwedischen Armee verschaffte. Er wurde bald darauf Geheimsekretär und Verwalter des königlichen Archivs. In der Schlacht bei Breitenfeld gelang es ihm 1631, das in Gefahr geratene Archiv vor den kaiserlichen Truppen in Sicherheit zu bringen. Nach der Schlacht bei Nördlingen schickte ihn Axel Oxenstierna mit dem Archiv nach Straßburg. Dort bearbeiteten er und der schwedische Resident Friedrich Richard Mockhel die geheime Korrespondenz. 1633 wurde Johann Faltz Geheimer Referendar in der königlich-schwedischen Kanzlei. Er begleitete Oxenstierna zu Verhandlungen nach Paris. 1639 kehrte beide nach Pommern zurück. Oxenstierna übertrug ihm verschiedene geheime Aufträge, über die Faltz in Stockholm persönlich berichtete. 
Nach dem Tod des letzten Greifenherzogs Bogislaw XIV. setzten die Schweden eine provisorische Regierung in Pommern ein, der Faltz als Geheimer Staatssekretär angehörte. 1640 nahm er an einem gemeinsamen Landtag der schwedischen Machthaber mit den pommerschen Landständen teil, bei der letztere die Einführung einer schwedischen Regierung in Pommern ablehnten. 
Nach dem Westfälischen Frieden wurde er am 18. November 1648 wurde er mit dem Namen von Faltzburg in den schwedischen Adelsstand erhoben. Im folgenden Jahr wurde er Ökonomierat in Pommern. Zu seinen Aufgaben gehörte die Verwaltung des königlichen Dominialbesitzes. Daneben verwaltete er unter anderem für den General Arvid Wittenberg das Amt Belgard und für die Königinwitwe Maria Eleonora von Brandenburg das Amt Wollin. 
Nach der Abdankung der Königin Christina übernahm Karl X. Gustav ihn wieder in den diplomatischen Dienst, ernannte ihn zum königlichen Rat und übertrug ihm die Korrespondenz mit den schwedischen Botschaftern und Gesandten. Faltzburg hatte inzwischen die Güter Nadrensee und Keesow bei Stettin erworben. In der Zeit des Zweiten Nordischen Krieges blieb er in Stettin bzw. auf seinen Gütern, während die Regierung zeitweise nach Wolgast verlegt wurde. Während dieses Krieges wurden die Gebäude seiner Güter von polnischen Truppen niedergebrannt. 
1657 wurde er zum Regierungsrat in Schwedisch-Pommern ernannt und 1660 zu Verhandlungen nach Berlin geschickt, wo er wegen der Räumung der von brandenburgischen Truppen besetzten pommerschen Ortschaften verhandelte. Anschließend reiste er nach Schwaben um seine beiden ältesten Söhne ins Gymnasium illustre nach Hall zu bringen.
In den folgenden Jahren vertrat er Schwedisch-Pommern auf den Kreis- und Münztagen des Obersächsischen Reichskreises. 1662 wurde er Mitglied einer Kommission, die die Einführung der Regimentsform von 1663 vorbereitete. 1664 verlieh ihm der König ein Kanonikat des Camminer Domstiftes. Zusammen mit Joachim Rüdiger von Owstin nahm er in Cammin, Gollnow, Wollin und Usedom die Huldigung der Stände für König Karl XI. entgegen.
Während des Schwedisch-Brandenburgischen Krieges (1674–1679) blieb er auf Anordnung des Feldmarschalls Otto Wilhelm von Königsmarck in Stettin. Bald nach Ende der Belagerung erkrankte er schwer, so dass sein Sohn Johann Philipp, der ihm seit 1668 als Stellvertreter zugeteilt war, seine Aufgaben bei der Übergabe der Verträge zum Frieden von St. Germain in Pasewalk übernehmen musste. Johann Philipp erkrankte im folgenden Jahr und starb bald darauf. Der Vater starb 1681. Beide wurden im Familienbegräbnis in der Stettiner Marienkirche beigesetzt.

## Familie
Johann von Faltzburg war dreimal verheiratet. Seine erste Ehe schloss er mit Margarete Schlegel, Tochter des königlichen Kammerrats Daniel Schlegel. Die Frau starb bei ihrer ersten Entbindung.  
1643 heiratete er Anna Eleonora Hagemeister (1623–1660), Tochter des fürstlich-pommerschen Kammerrats Johann Hagemeister. Mit ihr hatte er vier Söhne und zwei Töchter. Darunter waren:
- Johan Philip (1644–1680), Sekretär bei der Regierung Schwedisch-Pommerns
- Axel (1645–1728), schwedischer Generalmajor
- Christina Eleonora ⚭ Mattias von Hartmannsdorf
- Gustav (1650–1719), Präsident des Wismarer Tribunals

Aus seiner dritten Ehe mit Christina Elisabeth von Lichtfuss entstammten drei Söhne, von denen einer den Vater überlebte.